# Nobleza veneciana
La nobleza veneciana constituyó uno de los tres cuerpos sociales en los cuales estaba dividida la sociedad de la  Serenísima República de Venecia, junto con los "ciudadanos" y los "forasteros".
"Patrizio Veneto" era el título nobiliario otorgado a los miembros de la nobleza, la cual gobernaba la Serenísima República y todos sus dominios. El título era abreviado, antes del nombre con las siglas "N.H." (significando Nobil Homo) para los hombres, y "N.D." (significando Nobil Donna) para las mujeres.  

## Características del patriciado veneciano

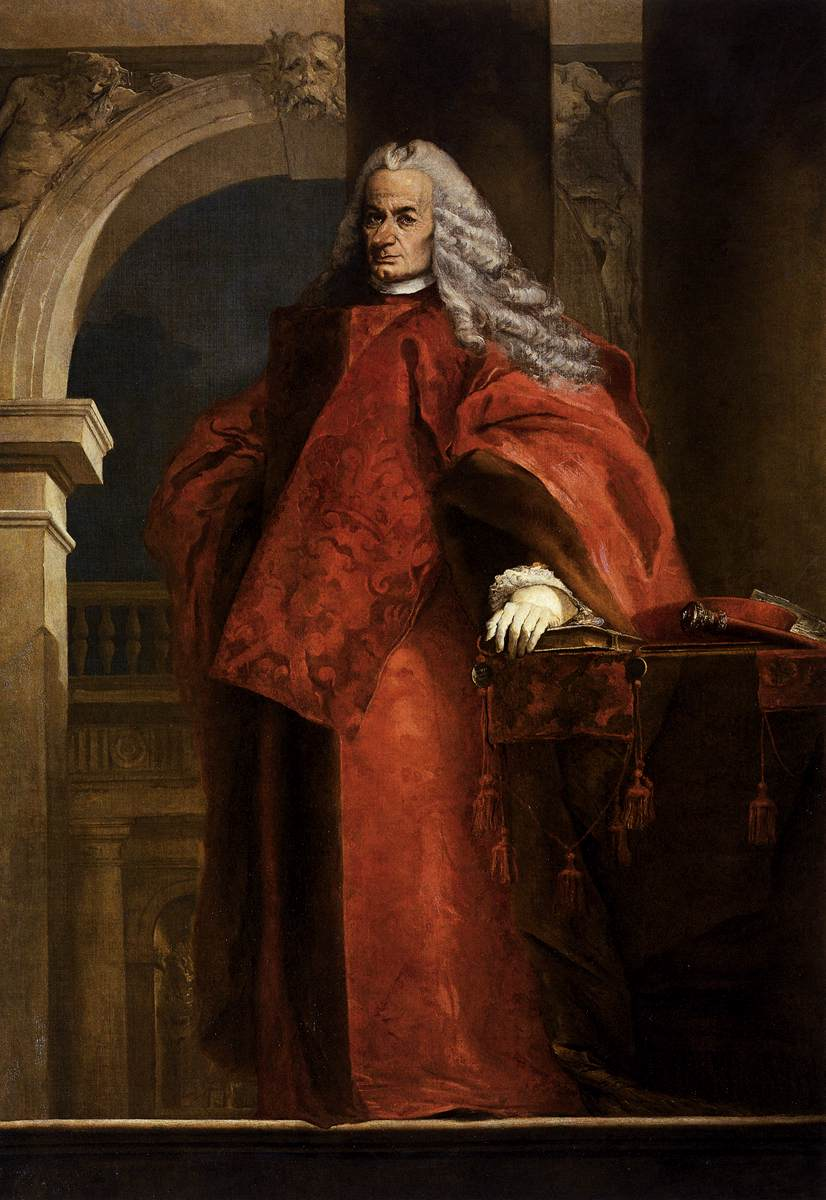
Tiepolo, retrato del procurador N.H. Daniel Delfín, patrizio veneto.

La característica principal del patriciado veneciano era la posesión exclusiva del poder político.
A partir de la llamada 'Serrata del Maggior Consiglio' en 1297 y de las leyes promulgadas en 1320 que prohibían el acceso al patriciado a nuevas familias, este cuerpo social se convirtió en el único en poseer el privilegio de formar parte del "Maggior Consiglio", máximo órgano de gobierno de la ciudad y sus dominios. Este privilegio se concretaba en el cualquier hombre perteneciente una familia noble veneciana, una vez alcanzada la mayoría de edad.
Al interior del patriciado, existía absoluta igualdad política entre sus miembros. Cada voto, incluyendo el del Dogo, tenía el mismo valor durante las votaciones del "Consiglio". Todos los nobles tenían igualdad de posibilidades para acceder a cargos públicos (por lo menos en teoría) exclusivos de la nobleza, como los de  procurador de San Marcos, miembro del Consejo de Sabios, o Dux. En la Serenísima República, todos los nobles, sin distinción alguna entre sus miembros, tenían el mismo título nobiliario: Nobilhomo o Nobiluomo. Dicho título era reconocido legalmente por la República como título de nobleza, y otorgaba una porción de la soberanía de la República a aquellos que lo poseían. En la jerarquía nobiliaria, los patricios venetos se colocaban a la par de los "príncipes de la sangre", pues no solo eran co-soberanos de su vastísimo territorio, sino que por su condición, eran candidatos para ocupar el trono dogal, y por lo tanto, acceder a rango real o soberano.
La importancia de este grupo social era tal que cada aspecto de la vida del patricio veneto estaba vigilado y regulado por el Estado, el cual también se encargaba de recopilar y preservar los legajos genealógicos y familiares, los cuales eran necesarios para comprobar la inscripción de un noble al "Libro d'Oro", el prestigioso registro de nobles, celosamente custodiado en el Palacio Ducal. 
El Estado regulaba también la vestimenta de los nobles, los cuales debían llevar toga de paño negro y mangas largas, forradas de rojo para los que ocuparan los cargos públicos de "sabio", "abogado" o "jefe de la Quarantia". En el caso de los miembros del Senado y los consejeros ducales, era requerida la toga roja. Todo ello era complementado con la llamada "beretta a tozzo" (un sombrero cilíndrico de paño negro) y una estola de tela cruzada indicativa del rango correspondiente al interior de la magistratura del Estado. Estas vestimentas eran de uso obligatorio durante el ejercicio de sus cargos, en el interior del 'Consiglio' y en cualquiera de las inmediaciones de la Plaza de San Marcos. 
Asimismo, los patricios venecianos mantenían un estricto "cursus honorum" en preparación para su servicio al Estado, el cual oficiaban, si no en altos cargos gubernamentales, en capitanes de embarcaciones, embajadores, gobernadores de los múltiples territorios ocupados por Venecia, funcionarios públicos, militares, o cualquier otra forma de organización estatal de la Serenísima República. 
Al contrario de la tradición feudal europea, la nobleza veneciana mantenía un particular carácter mercantil, el cual nunca era oficiado por el mismo noble, pero de cuyos negocios se beneficiaba, en especial debido al comercio con el Oriente, lo cual le daba un particular dinamismo. Esta tradición surgió por la imposibilidad de ocupar grandes porciones de tierra en las limitaciones de la Laguna Veneciana, aunque tras la conquista de tierra firme por parte de la República, los nobles venecianos se distinguieron por sus enormes tierras y hermosas villas, encontradas a lo largo y ancho del Véneto, e imitadas por toda Europa. 
El prestigio del patriciado veneciano fue muy cotizado al interior de la nobleza europea, y no fue poco común que grandes príncipes, e inclusive reyes, solicitaran recibir el título de "Nobilhomo" o "patrizio veneto", siendo rara vez otorgado por la República a algunos reyes de Francia, a los Saboya, los Mazzarino, así como a ciertas familias papales principescas como los Orsini o los Colonna. 

### LosBarnabotti
A pesar de la teórica igualdad de todos los patricios, existió una categoría utilizada para denominar a aquellos nobles que, a pesar de mantener su presencia en el Maggior Consiglio, habían dilapidado la fortuna familiar, hallándose en una situación de decadencia notoria. Hacia el final de la República, los Barnabotti cumplieron un rol inesperado dentro del gobierno, pues era notorio el intercambio o compra de votos en temas propuestos en el Maggior Consiglio, a cambio de bienes o dinero, lo que puso en juego la seriedad y efectividad del sistema de gobierno aristocrático de la Serenissima. 
En el transcurso del siglo XVIII, el sistema político veneciano se encontró en decadencia. La exclusiva nobleza medieval se había multiplicado en exceso (por inclusión de nuevas familias, en contra de los estipulado en el siglo XIV). El comercio con Oriente se había disipado por la hegemonía del Imperio Turco, con el cual Venecia se encontró en repetidas guerras, y el control del mar y el comercio se había mudado del Mediterráneo a América. Pocas familias consiguieron evolucionar, dirigiendo su atención hacia nuevas formas de subsistencia, haciendo que los Barnabotti se convirtieran en un grupo cada vez mayor dentro de la nobleza. En reacción a esta compra de votos, se intentó despojar a los Barnabotti de su pertenencia al Consiglio, e incluso al patriciado, formándose un "partido nobliario" que intentaba limitar el acceso al poder, y renovar la estructura del Estado. 
Sin embargo, la decadencia del Imperio Veneciano era inevitable, y con él el poder de sus familias nobles. El final de siglos de gobierno aristocrático llegó con la invasión napoleónica, que eliminó sus formas de gobierno y aplastó de manera humillante a su clase nobiliaria, la cual jamás volvería a recuperarse.

## Casas nobles de la Serenísima República de Venecia
Las fuentes genealógicas medievales de Venecia, estipulan el origen de sus familias nobles en algunos de los clanes o "gens" del patriciado romano, que fundaron la ciudad sobre la Laguna en el año 452 d. C., con el objeto de huir de la invasión de los bárbaros a la península itálica. Aunque por siglos se tomó este origen como cierto, hoy en día, la distancia histórica de los cronistas con los hechos hacen inclinarse más a los historiadores por considerar a estas familias como de origen legendario:
1. Flabanico (o Flabiano)
2. Candiano
3. Centranico (o Barbolano)
4. Galbaio (o Calbano)
5. Ipato
6. Monegario
7. Orseolo
8. Partecipazio
9. Tradonico
10. Tribuno

Después de la Serrata del Maggior Consiglio, los linajes se distinguieron en los siguientes grupos:

### Case vecchie
La Serrata del Maggior Consiglio de 1297, significó el inicio de la regulación nobiliaria en Venecia, debido a la toma del poder por parte de la ya antigua nobleza, la cual había atestiguado la pérdida de sus privilegios tras la independencia del Imperio Bizantino. Al retomar el poder con este "golpe" al Estado, se creó el Libro d'Oro, donde serían registrados los miembros nacidos de cada familia noble, y a la vez, estas se dividirían en grupos o jerarquías otorgadas por la antigüedad. 
El grupo de las case vecchie ("casas viejas") o longhi, constituía el colectivo más prestigioso de la nobleza. Este estaba conformado por las familias más antiguas y poderosas de la Laguna, y la pertenencia a él estaba fundamentada en la participación de estos veinticuatro linajes a dos hechos históricos fundacionales de la Serenísima. La Crónica "pseudo-Giustinian", escrita en 1350 define a este grupo como el más poderoso de la historia de la República, y describe con gran detalle las genealogías de sus miembros a fechas anteriores de la fundación de Venecia. 
La siguiente lista basada en dicha crónica, distingue a veinticuatro familias, divididas en dos:  duodecim nobiliorum proles Venetiarum (a la izquierda), y otras doce estirpes que in nobilitate secuntur stirpes XII superius memoratas (a la derecha).
1. Badoer
2. Baseggio
3. Contarini
4. Corner
5. Dandolo
6. Falier
7. Giustinian
8. Gradenigo y  Delfín[2]
9. Morosini
10. Michiel
11. Polani
12. Sanudo
13. Barozzi
14. Belegno
15. Bembo
16. Gauli (presumibilmente extinta en siglo XIII)
17. Memmo
18. Querini
19. Soranzo
20. Tiepolo
21. Zane
22. Zen
23. Ziani (extintos en siglo XIV)
24. Zorzi

En el siguiente elenco, los   Bragadin sustituyen a los  Belegno, y los   Salamon son sustituidos por los Ziani.
Es necesario precisar que una antigua tradición definía a doce de estas familias (Contarini, Tiepolo, Morosini, Michiel, Badoer, Sanudo, Gradenigo-Delfín, Memmo, Valier, Dandolo, Polani e Barozzi) como "apostólicas" y a otras cuatro (Giustinian, Corner, i Bragadin e Bembo) como "evangélicas"; lo cual, de manera evidente, intentaba vincular la historia de Venecia con la historia de la Iglesia, fundada por doce apóstoles y anunciada por cuatro evangelistas.

### Case nuove
El grupo de las case nuove ("casas nuevas"), era sin duda el grupo mayoritario dentro de la nobleza, pues aunque de origen medieval, sus miembros no gozaban de la antigüedad o prestigio del exclusivo grupo de las case vecchie.
Estas se dividían en los siguientes grupos:

#### Case ducali
El grupo de las case ducali (casas ducales), está conformado por quince familias de nobleza mucho más reciente que las longhi, y por lo tanto también llamadas curti (cortas), pero de las cuales salió al menos un Dogo antes de la mitad del siglo XVI. Según la Crónica pseudo-Giustinian, de estas, solo los Barbarigo, Marcello y los Moro contribuyeron a la fundación del Rialto (sin ser nobles todavía), mientras que los Foscari, Gritti, Malipiero, Priuli, Trevisan, Tron y Venier, fueron reconocidos como de origen no-veneciano («qui de multis et diversis partibus secederunt et in Rivo-alto venerunt ad habitandum»); los Donà, Mocenigo, Grimani y los Lando no son mencionados en la crónica; mientras que los Loredan están registrados como miembros del Maggior Consiglio durante el dogado de Ranier Zeno (1253-1268).
A pesar de la escasa consideración que recibían de parte de los Longhi, los Curti se elevaron rápidamente, dando cada uno de ellos al menos un dogo a la república para la mitad del siglo XVI.
1. Barbarigo
2. Donà
3. Foscari
4. Grimani
5. Gritti
6. Lando
7. Loredan
8. Malipiero
9. Marcello
10. Mocenigo
11. Moro
12. Priuli
13. Trevisan
14. Tron
15. Venier

Algunos también cuentan entre las familias ducales a los Vendramin, que por no haber sido agregados al Libro d'Oro hasta el año 1381, tras la Guerra de Chioggia, no dieron un Dogo hasta casi un siglo después (el dux Andrea Vendramin).

#### Otros
1. Abriamo
2. Agadi
3. Agnusdei[4]
4. Albizzo
5. Amizzo
6. Armer (d')
7. Arimondo
8. Avanzago
9. Baffo
10. Balbi
11. Barbaro
12. Barbo
13. Basadonna
14. Belegno
15. Benedetti
16. Bernardo
17. Bollani
18. Boldù
19. Bon
20. Bondumier
21. Briani
22. Calbo
23. Canal (da)
24. Cappello
25. Caravello
26. Celsi
27. Civran
28. Cocco
29. Coppo
30. Correr
31. Dalle Boccole
32. Da Lezze
33. Da Mosto
34. Da Mula
35. Da Ponte
36. Da Riva
37. D'Arduin
38. Diedo
39. Duodo
40. Emo
41. Erizzo
42. Fabriciaco
43. Ferro
44. Foscarini
45. Foscolo
46. Fradello
47. Gabrielli (o Cabriel)
48. Gambarin
49. Ghisi
50. Grioni
51. Grisoni
52. Gussoni
53. Lanzuoli
54. Lombardo
55. Magno
56. Manolesso
57. Marin
58. Mazaman
59. Mengolo
60. Mezzo (de)
61. Miani (o Emiliani)
62. Miegano (o Mengano)
63. Minio
64. Minotto
65. Molin
66. Muazzo
67. Mussolino
68. Nadal
69. Nani
70. Navager
71. Navigroso (o Navaglioso, Navaioso)
72. Orio
73. Pasqualigo
74. Pesaro
75. Pisani
76. Pizzamano
77. Polo
78. Premarin
79. Quintavalle
80. Sagredo
81. Selvo
82. Semitecolo
83. Sesendillo
84. Signolo
85. Sten
86. Storladi
87. Stornello
88. Surian[5]
89. Talonico (o Tolonegi)
90. Valaresso
91. Valier
92. Viaro[6]
93. Vielmo
94. Vitturi
95. Volpe
96. Zaguri
97. Zancani
98. Zancaruol
99. Zantani
100. Zulian
101. Zusto (o Giusto)

A este grupo se agregaron algunas familias que alegaron que aunque eran de nobleza notoria de hacía mucho tiempo, al momento de la Serrata del Maggior Consiglio se encontraban en Oriente, por lo que no fueron registradas como nobles al tiempo de la creación del Libro d'Oro. 
Una parte provenía de  Costantinopla y fue agregada en el año  1298:
1. Acotanto
2. Agrinal
3. Bonomo
4. Costantino
5. Donadi
6. Marcimano (o Marcipian)
7. Massoli
8. Mastalizi
9. Ruzier
10. Ruzini
11. Stanizi (o Stanieri)
12. Tolonigo
13. Tonisto

El resto se dice que llegó desde Acri y fueron registrados en  1303 (en realidad, todos menos los Lion y los Surian ya habían participado del Consiglio desde antes de la Serrata):
1. Barison
2. Benedetti (altro ramo)
3. Bondumier (altro ramo)
4. Lion
5. Marmora
6. Molin "dal Molin d'Oro"
7. Surian (altro ramo)

La Conjura del Tiepolo a inicios del siglo XIV, y su desmantelación, reconoció el mérito a quince familias más, las cuales fueron registradas en 1310:
1. Addoldo
2. Agadi
3. Agrinal
4. Buoninsegna
5. Caotorta
6. Caroso
7. Dente
8. Diesello (o Diesolo)
9. Ferro
10. Grisoni
11. Mengolo (altro ramo)
12. Papaciza
13. Quintavalle
14. Sesendillo (altro ramo)
15. Vidor

### Case Nuovissime
Las case nuovissime ("casas novísimas") es un grupo inscrito al patriciado veneciano a partir de que la Guerra de Chioggia disipó las arcas venecianas. La flota genovesa, anclada en el ingreso a la Laguna, había bloqueado de manera efectiva el comercio veneciano, haciendo enormes daños a la economía y la población. En 1379, los "sabios" de guerra, decretaron que otorgarían la inscripción al patriciado a treinta pobladores que contribuyeran notablemente al esfuerzo bélico de la República. Acabado el conflicto, el 4 de septiembre de 1381, el Senado eligió a los ganadores de una terna de sesenta y dos candidatos (pertenecientes un total de cincuenta y ocho familias). Es difícil establecer la base del criterio de tal elección, pues muchos de los candidatos que perdieron habían participado en el esfuerzo de bélico con ofrecimientos importantes, y viceversa, algunos de los ganadores tuvieron contribuciones bastante modestas. Es evidente, que pesaron otros factores, como las estrategias matrimoniales que habían permitido a muchos de ellos crear lazos con las casas ya existentes del patriciado.
En la lista se anotan once candidatos con apellido homónimo a aquellos de otras familias ya presentes en el patriciado, y se puede asumir su pertenencia a ramas no documentadas, o ilegítimas, de estos últimos.
1. Giorgio Calergi
2. Rafaino Caresini
3. Marco Cicogna
4. Giacomo Condulmer
5. Giovanni Darduin
6. Antonio Darduin
7. Alvise dalle Fornase
8. Giovanni Garzoni[7]
9. Nicolò Garzoni[7]
10. Francesco Girardi
11. Pietro Lippomano
12. Nicolò Longo
13. Francesco da Mezzo
14. Paolo Nani
15. Giovanni Negro
16. Marco Orso
17. Bartolomeo Paruta
18. Marco Pasqualigo
19. Pietro Penzin
20. Nicolò Polo
21. Donato da Porto
22. Nicolò Renier
23. Marco Storladi
24. Nicolò Tagliapietra
25. Giacomo Trevisan
26. Paolo Trevisan
27. Andrea Vendramin
28. Giacomo Vizzamano
29. Pietro Zaccaria
30. Andrea Zusto

También se le otorgó el patriciado a los Cavalli, debido a los servicios que prestó el condottiero veronés Giacomo Cavalli a Venecia, durante el curso del conflicto.

### Patricios no venecianos
Algún tiempo después de la Serrata, el patriciado fue conferido a algunas familias de "tierra firme" que habían dado apoyo militar a la República en varias ocasiones. Se trata de una treintena de familias agregadas, aunque la mayoría de ellas jamás participaron de la vida pública veneciana, sino que mantuvieron al título a modo puramente honorífico.
1. Anguissola (1499 - ausentes de 1612), de Piacenza
2. Avogadro (1437), de Brescia
3. Battaggia (1439), de Milán
4. Bentivoglio (1488), de Bolonia
5. Benzon di Sant'Agostin (1407), de Crema
6. Castriota (1445 o 1461 - extinta en 1549), albaneses
7. Cernovicchi (1474 - ausentes de 1655-1666), albaneses
8. Codognola (1446), de Milán
9. Collalto (1306), de Treviso
10. Colleoni (1450 - 1475),[8] de Bérgamo
11. Comino (1464), albaneses
12. Cossazza (1430 - extintos en 1615), albaneses
13. Rossi di Parma (1423), de Parma
14. Rossi di Parma (1482), deParma
15. Gonzaga (1332), de Mantua[9]
16. Malatesta (1480 - ausentes de 1706), de Rimini
17. Martinengo (1448), de Brescia
18. Martinengo (rama secundaria, 1499), deBrescia
19. Meli, poi Meli Lupi (1505), de Crema
20. Pallavicino (1423), de Parma
21. Pallavicino (rama secondaria, 1427), de Parma
22. Protti (1404 - 1415), de Vicenza
23. Riario (1481 - ausentes de 1666), de Forlì
24. della Rovere (1473 - ausentes de 1726), deSavona
25. Savelli (1404 - extinta en 1712), de Roma
26. Savorgnan (1385), friulana
27. Spadafora (1404), siciliana
28. Terzi (1407-1409),[10] de Parma
29. dal Verme (1388 - extinta en 1485), de Verona
30. dal Verme (1481 - extinta en 1485), de Verona

### Case fatte per soldo
Las case fatte per soldo ("casas hechas por dinero") constituyeron uno de los grupos menos prestigiosos del patriciado. Con el paso de los siglos, y haciéndose evidente la decadencia de la potencia veneciana, el Estado comenzó a vender el título de patrizio por cien mil ducados, para así compensar las esacas arcas públicas. Durante los siglos XVII y XVIII hubo tres aperturas del patriciado, con la inscripción de ciento treinta y cuatro familias, las cuales tampoco hicieron exagerado el número de nobles, pues estos se habían diezmado de manera excesiva por las continuas guerras. Algunas de estas familias ya formaban parte de la historia de Venecia, aunque no gozaran del título, y otras ya formaban parte de la nobleza centroeuropea, como los Brandolin, Martinego, Piovene, Spineda y Valmarana, que poseían títulos otorgados por el Sacro Imperio Romano Germano. 
La primera apertura fue de 1646 a 1669, durante la guerra de Candia y se inscribieron setenta y cinco familias:
1. Albrizzi (1667)
2. Angaran (1655)
3. Antelmi (1646)
4. Ariberti (1655 - extinta en 1746)
5. Barbaran (1665)
6. Belloni (1646 - extinta en 1698)
7. Beregan (1649)
8. Berlendis (1662 - ausente de 1781)
9. Bonfadini (1648)
10. Bonlini (1667)
11. Bonvicini (1663 - ausente de 1786)
12. Bregonzi (1665 -ausente de 1709-1726)
13. Bressa (1652)
14. Cassetti (1662)
15. Catti (1646)
16. Condulmer tercera línea (1653 - ausente de 1759)
17. Conti (1667 - ausente de 1763)
18. Correggio (1646 - extinta en 1738)
19. Crotta (1649)
20. Dolce (1658)
21. Dondi dell'Orologio (1657)
22. Farsetti (1664)
23. Ferramosca (1648 - extinta en 1679)
24. Ferro (1659)
25. Fini (1649)
26. Flangini (1664)
27. Fonseca (1664 - extinta en 1713)
28. Fonte (1646 - extinta en 1766)
29. Gambara (1653)
30. Ghedini (1667 - extinta en 1713)
31. Gherardini (1652)
32. Giovanelli (1668)
33. Giupponi (1660 - extinta en 1666-1683)
34. Gozzi (1646)
35. Labia (1646)
36. Laghi (1661 - ausente de 1734-1759)
37. Lazzari (1660 - ausente de 1775)
38. Lion Cavazza (1652)
39. Lombria (1646 - extinta en  1722)
40. Lucca (1654 - ausente de 1734-1759)
41. Macarelli (1648 - extinta en  1676)
42. Maffetti (1654)
43. Manin (1651)
44. Martinelli (1646 - extinta en  1772)
45. Medici (1651 - extinta en  1701)
46. Minelli (1650)
47. Mora di San Marcuola (1665)
48. Nave (1646 - ausente de 1666-1698)
49. Ottoboni (1646 - vetada en 1709)
50. Papafava (1652)
51. Pasta (1669)
52. Piovene (1654)
53. Poli (1663)
54. Polvaro (1662 - ausente de 1709-1712)
55. Raspi (1662)
56. Ravagnin (1657)
57. Rubini (1646 -extinta en 1756)
58. Sangiantoffetti,
59. Santasoffia (1649 - extinta en 1775)
60. Soderini (1656)
61. Statio (1653 - ausente de 1709-1712)
62. Surian[5] (1647 -extinta en 1679)
63. Archivo:StemmaTasca.jpg Tasca (1646 - ausente de 1734-1760)
64. Valmarana (1658)
65. Van Axel (1665)
66. Verdizzotti (poi Verdizzotti-Donini, 1667 - ausente de 1726-1759)
67. Vianol (1658 - ausente de 1709-1712)
68. Widmann (1646)
69. Zacco (1653)
70. Zaguri (1646)
71. Zambelli di San Giacomo dell'Orio (1648)
72. Zanardi (1653 - extinta en 1757)
73. Zenobio (1647)
74. Zolio (1656)
75. Zon (1651 - ausente de 1783-1793);

Los gastos incurridos durante la guerra de Morea empujaron a la República a abrir el patriciado a otras cuarenta y ocho familias, agregadas entre  1684 y 1718:
1. Acquisti (1686)
2. Arnaldi (1685)
3. Baglioni (1716)
4. Barzizza (1694)
5. Bellotto (1685 - extinta en 1759)
6. Benzon di San Vidal (1685)
7. Bettoni (1684 - extinta en 1764)
8. Bonlini (segunda rama, 1685)
9. Brandolini (1686)
10. Carminati (1687)
11. Castelli (1687 - extinta en 1759)
12. Cavagnis (1716 - extinta en 1785)
13. Celini (1685 - ausentes de 1750-1758)
14. Codognola (1717)
15. Contenti (1686)
16. Cottoni (1699)
17. Curti (1688)
18. Fracassetti (1704)
19. Franceschi (1716 - extinta en 1788)
20. Gallo (1694 - extinta en 1759)
21. Gheltoff (1697)
22. Guerra (1689)
23. Grassi (1718)
24. Lin (1685)
25. Manfrotto (1698)
26. Manzoni (1687)
27. Martinengo (1689)
28. Mora di San Felice (1694)
29. Morelli (1686)
30. Nosadini (1694)
31. Pellizzioli (1699 - extinta en 1768)
32. Pepoli (1686)
33. Persico (1685)
34. Recanati (poi Recanati-Zucconi, 1697 - ausente del 1750-1758)
35. Redetti (1698)
36. Rezzonico (1687)
37. Rizzi (1687)
38. Romieri (1689)
39. Rota (1685)
40. Sandi (1685)
41. Scroffa (1698)
42. Semenzi (antes Premuda, 1685)
43. Spinelli (1718)
44. Toderini (1694)
45. Veronese (1704)
46. Vezzi (1716)
47. Zambelli di San Stin (1685)
48. Zino (1718)

El último grupo fue agregado entre  1776 y 1788, tras la decisión de agregar al Maggior Consiglio a cuarenta familias. El proyecto, que nuevamente intentar componer las arcas del Estado, no dio el efecto esperado, pues tan solo trece familias ingresaron al patriciado, y dos de las aplicantes (Tartaglia y Sceriman) no fueron admitidas.
1. Buzzaccarini (1782)
2. Caiselli (1779)
3. Martinengo (rama secundario, 1779)
4. Mussatti (1776)
5. Pindemonte (1782)
6. Pisani (rama secundario)
7. Ottolini (1780)
8. Panciera di Zoppola (1777)
9. Borini (1788)
10. Spineda (1776)
11. Trento (1777)

No todos los miembros de estas familias fueron miembros del patriciado.